# Peresós de coll pàl·lid
Bradypus tridactylus és una de les quatre espècies de peresosos de tres dits. Natural de les conques del riu Amazones i de l'Orinoco, el Bradypus tridactylus és notable pel seu metabolisme extremadament lent.
És un animal de pelatge, gris i aspre amb taques blanques al rostre i fosques a través de les orelles. Presenta una cua curta i les extremitats superiors són més llargues que les inferiors, cada pota té tres dits, d'aquest fet prové el seu nom. Bradypus tridactylus és un animal de moviments lents que passa la major part del temps als arbres penjat de les branques amb l'esquena en direcció a terra, és de comportament diürn i nocturn; a terra és molt maldestre i incapaç de caminar (només d'arrossegar-se), però és un bon nedador, se l'ha vist travessar rius.
Bradypus tridactylus és reproduir una vegada a l'any, donant a llum a una sóla cria, la qual passa tot el temps abraçada a la seva mare. Les cries en néixer són molt débils i dependents, però al complir els 8 mesos de vida ja poden ser totalment independents i desplaçar-se amb autonomia.
Tenen una certa importància a nivell de la cadena tròfica a causa del fet que formen part de l'alimentació de nombrosos depredadors de la selva amazònica, però es troba seriosament amenaçat per la disminució del seu hàbitat i per la seva comercialització com a mascota a causa del fet que els traficants capturen a les cries i maten als adults. La seva alimentació és vegetariana. A Veneçuela conviuen amb els éssers humans en alguns parcs i places de diverses ciutats, on constitueixen un atractiu d'interès turístic, com es dona a El Hatillo (Estat Miranda).